# Earsdon
Earsdon est un village de l'arrondissement de North Tyneside dans le comté de Tyne and Wear, en Angleterre. Il est situé à la frontière du Northumberland, dont il fait historiquement partie, et se trouve à environ trois kilomètres de Whitley Bay. Le village avait une population de 613 habitants en 2011.

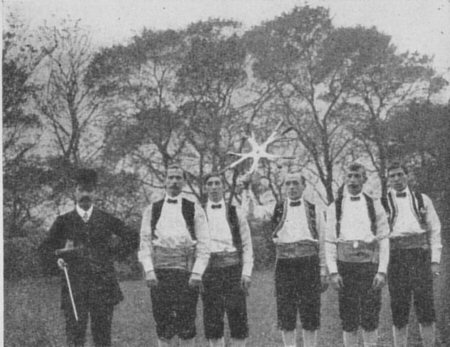
Danseurs de rapper sword de la Royal Earsdon, 1910